# Phymaphora pulchella
Phymaphora pulchella är en skalbaggsart som beskrevs av Newman 1838. Phymaphora pulchella ingår i släktet Phymaphora och familjen svampbaggar. Inga underarter finns listade i Catalogue of Life.